# فيليكيي كوتشوريف (تشيرنيفيتسكا)
فيليكيي كوتشوريف (Великий Кучурів) هي مدينة في مقاطعة تشيرنيفيتسكا في أوكرانيا.
يبلغ عدد سكانها حوالي 5933   نسمة.